# Corbșori
Corbșori – wieś w Rumunii, w okręgu Ardżesz, w gminie Corbi. W 2011 roku liczyła 771 mieszkańców.